# Billingstjärnarna, Dalarna
Billingstjärnarna är en sjö i Älvdalens kommun i Dalarna och ingår i Dalälvens huvudavrinningsområde.